# Annelien Vandenabeele
Annelien Vandenabeele (Gent, 26 november, 2004) is een Belgisch gewichthefster.

## Biografie
Ze is de tweede Belgische gewichthefster, die ooit een medaille op een EK in de categorie U17 won.
Op de Europese kampioenschappen van 2023 in het Armeense Jerevan werd ze 10e in de categorie -55kg. In de snatch kwam ze tot 74 kg en in de clean&jerk tot 91kg, goed voor 165 punten.
Vandenabeele is lid van Koninklijk Olympic Gent (KOG). 

## Prestaties[3]
| Wedstrijd                      | Plaats    | Gewicht      | Groep | onderdeel             | prestatie          |
| ------------------------------ | --------- | ------------ | ----- | --------------------- | ------------------ |
| Wereldkampioenschappen 2021    | Tashkent  | dames-55kg   | U17   | Stoten (Clean & Jerk) | 9de plaats - 94kg  |
| Wereldkampioenschappen 2021    | Tashkent  | dames-55kg   | U17   | trekken (Snatch)      | 9de plaats - 76kg  |
| Wereldkampioenschappen 2021    | Tashkent  | dames-55kg   | U17   | totaal                | 9de plaats         |
| Europese Kampioenschappen 2021 | Ciechanow | dames-55kg   | U17   | Stoten                | 4de plaats - 88kg  |
| Europese Kampioenschappen 2021 | Ciechanow | damnes -55kg | U17   | trekken               | - 76kg             |
| Europese Kampioenschappen 2021 | Ciechanow | dames-55kg   | U17   | totaal                | Brons              |
| Europese Kampioenschappen 2021 | Moskou    | dames-55kg   | U17   | trekken               | 16de plaats - 75kg |
| Europese Kampioenschappen 2021 | Moskou    | dames-55kg   | U17   | stoten                | 16de plaats - 95kg |
| Europese Kampioenschappen 2021 | Moskou    | dames-55kg   | U17   | totaal                | 15de plaats        |
| Europese Kampioenschappen 2019 | Eilat     | dames        | U15   | stoten                | - 91kg             |
| Europese Kampioenschappen 2019 | Eilat     | dames        | U15   | trekken               | 4de plaats - 71kg  |
| Europese Kampioenschappen 2019 | Eilat     | dames        | U15   | totaal                | 4de plaats         |
| Europese Kampioenschappen 2018 | Milaan    | damnes -53kg | U15   | totaal                | 7de plaats         |